# Peter Kuhlmann
Pour les articles homonymes, voir Kuhlmann.
Peter Aloïs Kuhlmann (né le 24 mai 1965 à Marsberg) est un philologue classique allemand.

## Biographie
Après avoir obtenu son diplôme d'études secondaires à Marsberg, Kuhlmann commence à étudier la philologie classique, la linguistique comparée, les études romanes et les études nordiques aux universités de Gießen et de Kiel en 1986, qu'il achève en 1991 avec le premier examen d'État pour enseigner dans les lycées. En 1993, il obtient son doctorat à Gießen avec la dissertation « Les papyrus littéraires de Giessen et les décrets de Caracalla ». La même année, il commence son stage juridique au lycée Guillaume-d'Orange (de) à Dillenburg, qu'il termine en 1995 avec le deuxième examen d'État. De 1995 à 1997, il est conférencier invité et reçoit une bourse de la Fondation Rink à l'Institut de philologie classique de Giessen. En 1997, il commence à travailler comme assistant de recherche au Giessen à l'Unité de recherche spéciale (de) 434 "Erinnerungskulturen".
Après son habilitation (2000), il rejoint l'Université de Düsseldorf en tant que conseiller pédagogique. En 2004, il accepte un poste à l'Université de Göttingen en tant que professeur ordinaire de philologie latine et de didactique des langues anciennes. En tant que premier professeur de philologie classique à Göttingen, il est chargé de superviser la didactique des matières. Il est membre titulaire de l'Académie des sciences de Göttingen depuis 2012.
Les principaux domaines de recherche de Kuhlmann sont la littérature gréco-romaine (en particulier de la période impériale) et la réception et la tradition de l'Antiquité à l'époque moderne. Dans le domaine de la didactique, il publie diverses études spécialisées et manuels. Il fait partie depuis 2005 de la série Didaxis. Göttinger Materialien für den Unterricht in Latein und Griechisch. En 2011, il reprend la direction éditoriale de la série de manuels VIA MEA, dans laquelle plus de 30 matériaux pour l'enseignement du latin axé sur les compétences sont publiés à ce jour.

## Travaux (sélection)
- Die Gießener literarischen Papyri und die Caracalla-Erlasse. Edition, Übersetzung und Kommentar (= Berichte und Arbeiten aus der Universitätsbibliothek und dem Universitätsarchiv Gießen. Bd. 46,  (ISSN 0072-4483)), Justus-Liebig-Universität Gießen – Universitäts-Bibliothek, Gießen 1994 (Zugleich: Giessen, Universität, Dissertation, 1993; urn:nbn:de:hebis:26-opus-36384 Volltext).
- Religion und Erinnerung. Die Religionspolitik Kaiser Hadrians und ihre Rezeption in der antiken Literatur (= Formen der Erinnerung. Bd. 12). Vandenhoeck & Ruprecht, Göttingen 2002,  (ISBN 3-525-35571-8) (Zugleich: Giessen, Universität, Habilitations-Schrift, 2000/2001).
- Sappho, die größeren Fragmente des 1. Buches (= Jenaer indogermanistische Textbearbeitung. Bd. 2). Röll, Dettelbach 2003,  (ISBN 3-89754-198-X).
- Fachdidaktik Latein kompakt. Vandenhoeck & Ruprecht, Göttingen 2009,  (ISBN 978-3-525-25759-3) (3., durchgesehene Auflage 2012).
- als Herausgeber und Mitautor: Lateinische Literaturdidaktik. Buchner, Bamberg 2010,  (ISBN 978-3-7661-8001-8).
- als Herausgeber und Mitautor: Unikurs Latein. Buchner, Bamberg 2011,  (ISBN 978-3-7661-7595-3).
- VIA MEA – Gesamtband. Cornelsen Verlag, Berlin 2013,  (ISBN 978-3-06-024041-8).
- Römische Briefliteratur. Plinius und Cicero (= Classica. Bd. 4). Vandenhoeck & Ruprecht, Göttingen 2013,  (ISBN 978-3-525-71078-4).
- Römische Philosophie. Epikur bei Cicero (= Classica. Bd. 6). Vandenhoeck & Ruprecht, Göttingen 2014,  (ISBN 978-3-525-71100-2).
- als Herausgeber und Mitautor: Lateinische Grammatik unterrichten. Buchner, Bamberg 2014,  (ISBN 978-3-7661-8005-6).
- mit Susanne Gerth: Sallust, Coniuratio Catilinae (= Classica. Bd. 5). Vandenhoeck & Ruprecht, Göttingen 2014,  (ISBN 978-3-525-71096-8).
- mit Jens Kühne: Referendariat Latein: Kompaktwissen für Berufseinstieg und Examensvorbereitung. Cornelsen, Berlin 2015.
- Die Philosophie der Stoa: Seneca, Epistulae morales (= Classica.). Vandenhoeck & Ruprecht, Göttingen 2016,  (ISBN 978-3-525-71107-1).
- mit Henning Horstmann: Wortschatz und Grammatik üben: Didaktische Kriterien und Praxisbeispiele für den Lateinunterricht. Vandenhoeck & Ruprecht, Göttingen 2018,  (ISBN 978-3-525-71121-7).